# Galepsus rouxi
Galepsus rouxi es una especie de mantis de la familia Tarachodidae.

## Distribución geográfica
Se encuentra en  Mozambique.